# Opowieść o Róży (rękopis)
Opowieść o Róży, Romans Róży (fr. Roman de la Rose) – francuskojęzyczny rękopis iluminowany autorstwa Guillaume de Lorrisa i Jeana de Meuna. Rękopis należy do kolekcji księżnej Izabeli Czartoryskiej.
Iluminowany rękopis ze zbiorów Czartoryskich jest kopią jednego z najpopularniejszych dzieł literatury starofrancuskiej pod tym samym tytułem; część pierwsza (alegoryczny traktat o miłości) autorstwa Guillaume de Lorrisa powstała w latach 1220–1230 lub w roku 1236, część druga (poemat filozoficzny) autorstwa Jeana de Meunga w latach 1268–1282. Autorzy obu części posługiwali się figurą literacką personifikacji pojęć, co wykorzystywali w swej pracy ilustratorzy. Oba poematy, aż do końca XIII wieku były razem przepisywane i traktowane jako całość.

## Opis rękopisu
Rękopis został napisany w języku francuskim, bastardą gotycką w dwóch kolumnach na pergaminie. Zawiera 38 miniatur i inicjały kaligraficzne.
Iluminacje znajdujące się w egzemplarzu ze zbiorów Czartoryskich nawiązują do tych pochodzących ze starszego rękopisu i są na nim wzorowane. Miniatury mają szerokość kolumny tekstu i ukazują pojedyncze postacie lub pary osób. Są to personifikacje uczuć, przywar i ułomności ludzkich, prowadzące grę miłosną między kochankiem i ukochaną – Różą zamkniętą w Zamku Miłości. Miniatury cechuje płaszczyznowość, a tło ukazanych scen, jak i ramki ozdobione są bardzo wyrazistymi formami zdobniczymi.
Na karcie 26 znajduje się miniatura przedstawiająca ukoronowanego "Boga Miłości" siedzącego na tronie i trzymającego w dłoniach dwie strzały (jedna jest wycelowana w młodzieńca) oraz "Kochanka" odzianego w fałdzistą robę z szerokimi rękawami, który klęczy przed tronem.
Wartość artystyczna rękopisu z kolekcji Czartoryskich znacznie ustępuje egzemplarzowi paryskiemu, który przechowywany jest w Bibliotece Narodowej w Warszawie (sygn. rkps.IV3760).

## Proweniencja
W XVI wieku rękopis należał do Claude'a de Gouffier, księcia Roannais. Z tego okresu pochodzi renesansowa oprawa traktatu, wykonana z brunatnej skóry koźlej, tłoczonej ślepo i złotem, na której znajduje się m.in. herb rodu Gouffier otoczony łańcuchem rycerskiego Zakonu św. Michała Archanioła oraz z dewizą HIC TERMINUS HEARET oraz z monogramem: splecione XIO Rękopis, wraz z modlitewnikiem z 1570 roku, 4 stycznia 1811 roku trafił do Puław. Był darem Zofii i Stanisława Zamoyskich dla księżnej Izabeli, która obszernie opisała rękopis w katalogu zbiorów Domu Gotyckiego jako manuskrypt bardzo dawny pod tytułem Roman de la Rose.